# Lasionycteris noctivagans
Lasionycteris noctivagans és una espècie de ratpenat de la família dels vespertiliònids. Viu a les Bermudes, Mèxic, els Estats Units i el Canadà. El seu hàbitat natural són els boscos de fusta dura situats a prop d'estanys i rierols. No hi ha cap amenaça significativa per a la supervivència d'aquesta espècie, tot i que es creu que en el futur podria estar afectada per la desforestació.